# Hattudden, Björnösund och Björknäs
Hattudden, Björnösund och Björknäs är sedan 2020 en av SCB avgränsad och namnsatt tätort i Frötuna socken i Norrtälje kommun. Mellan 1995 och 2020 var östra delen av bebyggelsen avgränsad till en småort benämnd Björnö och Björknäs. Vid avgränsningen 2020 hade bebyggelsen växt ihop med småorten  i väster Backa och Björknäs.

## Befolkningsutveckling
| Befolkningsutvecklingen i Björnö och Björknäs/Hattudden, Björnösund och Björknäs 1995–2020 | Befolkningsutvecklingen i Björnö och Björknäs/Hattudden, Björnösund och Björknäs 1995–2020 | Befolkningsutvecklingen i Björnö och Björknäs/Hattudden, Björnösund och Björknäs 1995–2020 | Befolkningsutvecklingen i Björnö och Björknäs/Hattudden, Björnösund och Björknäs 1995–2020 | Befolkningsutvecklingen i Björnö och Björknäs/Hattudden, Björnösund och Björknäs 1995–2020 |
| ------------------------------------------------------------------------------------------ | ------------------------------------------------------------------------------------------ | ------------------------------------------------------------------------------------------ | ------------------------------------------------------------------------------------------ | ------------------------------------------------------------------------------------------ |
|                                                                                            |                                                                                            |                                                                                            |                                                                                            |                                                                                            |
| År                                                                                         |                                                                                            |                                                                                            | Folkmängd                                                                                  | Areal (ha)                                                                                 |
| 1995                                                                                       | 1995                                                                                       |                                                                                            | 113                                                                                        | 220#                                                                                       |
| 2000                                                                                       | 2000                                                                                       |                                                                                            | 159                                                                                        | 221#                                                                                       |
| 2005                                                                                       | 2005                                                                                       |                                                                                            | 198                                                                                        | 220#                                                                                       |
| 2010                                                                                       | 2010                                                                                       |                                                                                            | 203                                                                                        | 220#                                                                                       |
| 2015                                                                                       | 2015                                                                                       |                                                                                            | 181                                                                                        | 253#                                                                                       |
| 2020                                                                                       | 2020                                                                                       |                                                                                            | 343                                                                                        | 394                                                                                        |
| Anm.: # Som småort.                                                                        |                                                                                            |                                                                                            |                                                                                            |                                                                                            |